# جورج كدر
جورج كدر (1978 -) صحفي وكاتب سوري من مدينة حمص، عمل في العديد من وسائل الإعلام المحلية والعربية والعالمية، وله دراسات ومقالات وتحقيقات صدرت عن مركز الجزيرة للدراسات وصحيفة الحياة اللندنية والقدس العربي وغيرها إضافة لعمله في الصحف المحلية السورية. وكان من أوائل الصحفيين الذين عملوا في الإعلام الإلكتروني منذ انطلاقته وشارك في تأسيس عددا من أشهر المواقع الإلكترونية في سوريا، إضافة لعمله كمراسل تلفزيوني لمحطات عربية شهيرة كالجزيرة.

## مؤلفاته
- أدب النكتة - بحث في جذور النكتة الحمصية: يبحث الكتاب في جذور النكتة وأسباب إطلاقها على أهل حمص ولماذا يسود في التراث الشعبي أن لهم عيد يحتفلون به يوم الأربعاء وهو «عيد المجانين»، ومما توصل إليه أن «عيد المجانين» كان عيدا قديما من أعياد الربيع المقدسة في الشرق القديم وكانت حمص كعبة للحجاج بمفهوم ذلك الوقت، واستطاعت ذاكرة مدينة حمص أن تحتفظ به، ولأن طقوس هذا العيد الدينية اختفت وظلت التسمية تم تحوير هذه التسمية من معناها المقدس إلى معنى مختلف تماما عن مضمون العيد. وهذا أحد النتائج التي توصل إليها البحث والكتاب رائد في فتح باب لجديد لدراسة «تاريخ النكتة»[2]

- مكتبة الجنس في حياة العرب: وهي مشروع فكري ثقافي تاريخي واجتماعي وصدر على شكل سلسلة عن «دار أطلس ـ بيروت»، ومن كتب السلسلة التي صدرت: فن النكاح في تراث شيخ الإسلام جلال الدين السيوطي وهو ثلاثة أجزاء. سقيفة حُبّى وهي أحد نساء العرب الشهيرات كانت لها «مدرسة» تعلم فيها فنون الحب.[3]

- معجم آلهة العرب قبل الإسلام: وهو كتاب صادرعن دار الساقي بيروت جمع فيه أسماء آلهة العرب قبل الإسلام وقام بترتيبها أبجديا مستندا في هذا العمل على كتب التراث العربي الشهيرة والمعروفة لدى الباحثين والقراء.[4]